# Rugby 7 en los Juegos Olímpicos de la Juventud
El rugby 7 es una de las tantas disciplinas de los Juegos Olímpicos de la Juventud.
Se jugó por primera vez en Nankín 2014, en la II edición de los Juegos, en modalidad femenina y masculina.

## Torneo masculino
| Sede              | Oro          | Plata        | Bronce       |
| Nankín 2014       | Francia      | Argentina    | Fiyi         |
| Buenos Aires 2018 | Argentina    | Francia      | Japón        |
| Dakar 2026        | a disputarse | a disputarse | a disputarse |

### Medallero
| Núm. | País      | Oro | Plata | Bronce | Total |
| ---- | --------- | --- | ----- | ------ | ----- |
| 1    | Argentina | 1   | 1     | 0      | 2     |
| 2    | Francia   | 1   | 1     | 0      | 2     |
| 3    | Fiyi      | 0   | 0     | 1      | 1     |
| 4    | Japón     | 0   | 0     | 1      | 1     |
|      | TOTAL     | 2   | 2     | 2      | 6     |

Nota: El torneo de Buenos Aires 2018 es el último considerado

## Torneo femenino
| Sede              | Oro           | Plata        | Bronce       |
| Nankín 2014       | Australia     | Canadá       | China        |
| Buenos Aires 2018 | Nueva Zelanda | Francia      | Canadá       |
| Dakar 2026        | a disputarse  | a disputarse | a disputarse |

### Medallero
| Núm. | País          | Oro | Plata | Bronce | Total |
| ---- | ------------- | --- | ----- | ------ | ----- |
| 1    | Australia     | 1   | 0     | 0      | 1     |
| 2    | Nueva Zelanda | 1   | 0     | 0      | 1     |
| 3    | Canadá        | 0   | 1     | 1      | 2     |
| 4    | Francia       | 0   | 1     | 0      | 1     |
| 5    | China         | 0   | 0     | 1      | 1     |
|      | TOTAL         | 2   | 2     | 2      | 6     |

Nota: El torneo de Buenos Aires 2018 es el último considerado